# ایبو روسا
ایبو روسا (انگلیسی: Thibault Rossard؛ زادهٔ ۲۸ اوت ۱۹۹۳) بازیکن والیبال اهل فرانسه است.
از باشگاه‌هایی که در آن بازی کرده‌است می‌توان به آسیکو رسوویا ژشوف اشاره کرد.

## زندگی شخصی
برادرش کوئنتین نیز مانند پدربزرگش ژاک بازیکن والیبال است. پسر عموی او ، نیکلاس روسارد  بازیکن والیبال ، قهرمان اروپا ۲۰۱۵ است.